# شنغل أباد (شبستر)
شنغل‌ أباد هي قرية في مقاطعة شبستر، إيران. عدد سكان هذه القرية هو 426 في سنة 2006.